# Pétillon metróállomás
A Pétillon (kiejtés: [petijɔ̃]) a brüsszeli 5-ös metró állomása a Thieffry és az Hankar állomások között.

## Az állomás története

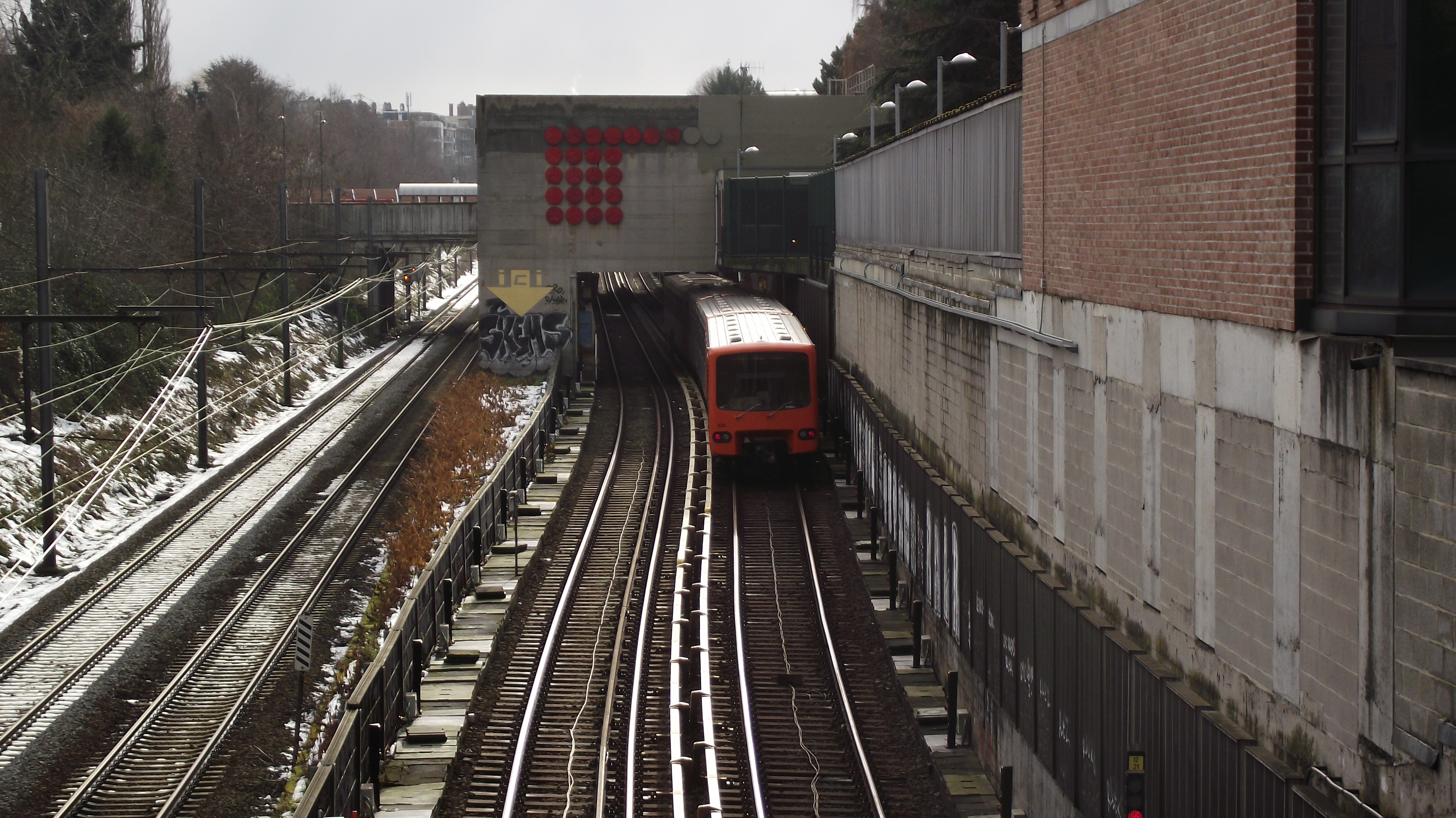
A Pétillon a Thieffry állomás felől nézve

Az állomás a felszínen épült az 1970-es évek közepén, mint például a Thieffry vagy az Hankar állomások. A 26-os (Schaerbeek-Halle) vasútvonallal párhuzamosan egy völgyben helyezkedik el.
2008 áprilisában adták át a felújított állomást, melyen 18 hónapig dolgoztak. A fejlesztés 6,3 millió euróból valósult meg.

## Jellemzői
Az állomást a rue Major Pétillon után nevezték el. Nevét egy kongói szabadállambeli őrnagyról kapta, aki később városi tanácsos volt Etterbeekben, ahol 1909-ben meghalt.
Megközelíteni az avenue des Volontaires-ről és a boulevard Louis Schmidtről lehetséges.

## Átszállási lehetőségek

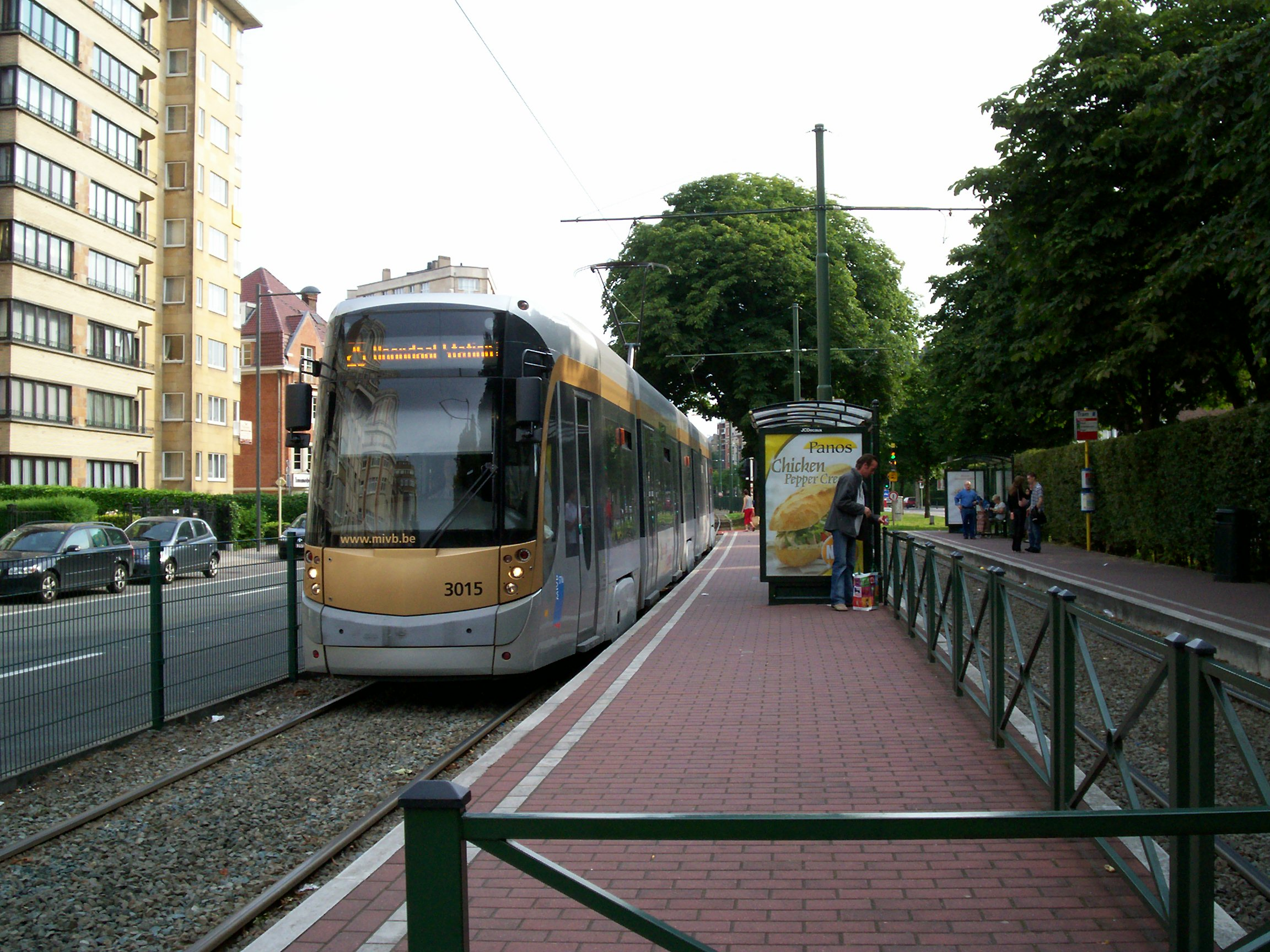
A Pétillon villamosmegálló a boulevard Louis Schmidten

| 5 (Érasme – Herrmann-Debroux) |                                                    |                         |
| Állomás                       | Átszállási lehetőségek                             | Fontosabb létesítmények |
| Pétillon                      | 7 Heysel - Vanderkindere 25 Rogier - Boondael Gare |                         |

## Fordítás
- Ez a szócikk részben vagy egészben  a   Pétillon (métro de Bruxelles) című francia Wikipédia-szócikk ezen változatának fordításán alapul.  Az eredeti cikk szerkesztőit annak laptörténete sorolja fel. Ez a jelzés csupán a megfogalmazás eredetét és a szerzői jogokat jelzi, nem szolgál a cikkben szereplő információk forrásmegjelöléseként.